# ردود الفعل الدولية على وفاة معمر القذافي
تتعلق ردود الفعل الدولية على وفاة معمر القذافي بردود الحكومات الأجنبية والمنظمات فوق الوطنية على قتل الزعيم الليبي السابق معمر القذافي في معركة سرت، وهي آخر معركة رئيسية للحرب الأهلية الليبية، في 20 أكتوبر 2011.

## الدور الدولي في سقوط القذافي
صوّت مجلس الأمن التابع للأمم المتحدة على الإذن بإنشاء منطقة حظر طيران ليبي في 17 مارس 2011. وبعد ذلك بيومين، قامت القوات الجوية الفرنسية بقصف فرقة مدرعة وقطع مدفعية منتشرة خارج بنغازي، العاصمة الفعلية للسلطة المؤقتة للمتمردين، وبدأت العمليات العسكرية الدولية في المسرح الليبي.
شاركت قوات الناتو المشتركة في عملية الحامي الموحد، وهو الاسم الرمزي للتدخل العسكري في ليبيا، في معركة سرت، حيث تم القاء القبض على القذافي وقتله. ضربت الطائرات الفرنسية والأمريكية القافلة التي كان القذافي يسافر فيها، مما أدى إلى إصابته وإجباره على التخلي عن محاولته الفرار من المدينة المحاصرة. وفي بيان رسمي، ادعى الناتو إنه لم يكن يعلم أن القذافي كان جزءًا من القافلة.

## ردود الفعل

### الممثلون الوطنيون

#### أفريقيا
- ساحل العاج قال وزير الدولة، وزير الخارجية، دانيال كابلان دنكان، إن ساحل العاج كانت «من أجل الحوار والسلام في ليبيا، ولكن فيما يتعلق بوفاة العقيد القذافي يجب أن تنتظر حتى يتم تسوية جميع النقاط قبل اتخاذ قرار».[5]
- إثيوبيا قال المتحدث باسم وزارة الخارجية: «إن القذافي لم يكن جزءا من الحل للأزمة الليبية. ولذلك فإن وفاته هي الخيار الوحيد للشعب الليبي. والشعب الليبي هو الذي أطاح به بالفعل، ولذلك فإن حكومة إثيوبيا تحترم تحرك الشعب الليبي ومطالبه».[6]
- غانا قال الرئيس الأسبق جون أغيكوم كوفور إن «وفاة القذافي هو يوم تاريخي حزين في أفريقيا» و«أظهر أن الشعب المضطهد سيصعد بالتأكيد يومًا ما ليحاسب زعماءه».[7]
- كينيا علق رئيس الوزراء رايلا أودينغا على نهاية «عهد وحياة واحد من أكثر قادة أفريقيا اللامعين وواحد من أكبر ممولي الاتحاد الإفريقي في دوش رصاص» وانتقد الاتحاد الأفريقي «لتقاعسه وتضامنه مع القادة الأفارقة بشأن التجاوزات التي ارتكبت ضد شعبه».[8]
- ناميبيا قال وزير الخارجية أوتوني نوجوما «شهدنا اغتيال القذافي خارج نطاق القضاء من قبل المجلس الوطني الانتقالي تحت قيادة الناتو».[9] وقال رئيس ناميبيا السابق سام نوجوما أيضا إن «اغتيال الزعيم الليبي معمر القذافي في ليبيا يجب أن يكون بمثابة درس لأفريقيا بأن المعتدين الأجانب يستعدون للانقضاض على القارة».[10]
- نيجيريا وقال بيان صادر عن وزارة الشؤون الخارجية: «لقد أصبحت نيجيريا على علم بموت القذافي. هذه الحقيقة تثبت بصيرتنا ورؤيتنا عند اتخاذ خطوة الاعتراف بالمجلس الوطني الانتقالي في ذلك الوقت».[11]
- جنوب إفريقيا أدان الرئيس جاكوب زوما مقتل القذافي، وقال: «بما أن هناك أمر اعتقال ضد القذافي، فإن من وجدوه كان يجب أن يعتقلوه ويسلمونه إلى المحكمة الجنائية الدولية، كنا نتوقع أن يتم القبض عليه، لأن الجميع كانوا يعرفون أن هناك مذكرة توقيف صدرت ضده. هناك اتجاه في العالم حيث لا يُمنح القادة السابقون المتهمون بالظلم الفرصة ليتم محاكمتهم أمام محكمة عدل. هذا أمر مثير للدهشة. أعتقد أنه حتى أولئك الذين اتهموه [القذافي] كان يريد أن يرى أنه سيخضع للمساءلة».[12] وقالت إدارة العلاقات والتعاون الدولية في جنوب أفريقيا إنها أحاطت علما بمقتل القذافي وذكرت رأي حكومة جنوب أفريقيا بأنه «من الممكن التوصل إلى حل سلمي دائم ومستدام من خلال عملية سياسية شاملة ستتوج بإجراء أول انتخابات ديمقراطية على الإطلاق». ووفقا لهذا البيان، أعربت الحكومة عن أملها في أن «تؤدي الأحداث الأخيرة إلى وقف أعمال القتال واستعادة السلام».[13]
- السودان قال وزير الدولة أمين حسن عمر عبد الله إن «وفاته المأساوية (للقذافي) كانت متوقعة وأن السودان سيتخلص من العديد من المشاكل».[14]
- إسواتيني وأعرب العديد من أعضاء مجلس الشيوخ عن تعازيهم واتفقوا على أنه ينبغي على سلطات البلاد التعبير عنها أيضا.[15] نشرت بعض المصادر معلومات بأن العاهل السوازي، مسواتي الثالث، كان مستاءً من معرفة وفاة معمر القذافي، صديقه المقرب.[16]
- تنزانيا وقال وزير الخارجية برنارد ميمبي إنه ليس من الثقافة التنزانية الاحتفال بأي موت حتى لأعدائها؛[17] وأن تنزانيا «صدمت وحزنت» بالطريقة التي مات بها القذافي. «على الرغم من وفاته، يبقى موقفنا كما هو: أن القتال في ليبيا كان خطأ في المقام الأول، وأنه سيكون تحديا كبيرا لتوحيد ذلك البلد».[18]
- أوغندا وصف الرئيس يوري موسيفيني الوفاة بأنها «عمل جبان من جانب قادة المجلس الوطني الانتقالي».[19]
- زيمبابوي أعربت كايرو مهاندو، عضو البرلمان في زيمبابوي مع الحزب الحاكم للرئيس روبرت موغابي الاتحاد الوطني الأفريقي – الجبهة الوطنية، عن أسفها على وفاة القذافي. «هذا يوم حزين لشعب أفريقيا... فاز معمر القذافي بالانتخابات وكان قائداً حقيقياً، والأجانب هم الذين أطاحوا به، وليس الليبيون، مات القذافي يقاتل، إنه بطل أفريقي حقيقي». ووصف مهاندو سقوط الزعيم السابق بأنه «بداية إعادة استعمار جديد لأفريقيا».[20]

#### آسيا
- الصين قالت جيانغ يو المتحدثة باسم وزارة الخارجية في بيان نشر على موقع الوزارة على الإنترنت «في الوقت الحالي بدأ تاريخ ليبيا صفحة جديدة» وأعربت عن أملها أن الانتقال إلى عملية سياسية شاملة سيبدأ في أقرب وقت ممكن، لصون الوحدة الإثنية والوحدة الوطنية، واستعادة الاستقرار الاجتماعي في أقرب وقت ممكن، وإعادة بناء الاقتصاد، حتى يمكن للمواطنين أن يعيشوا حياة سعيدة وسلمية.[21]
- الهند في حين امتنعت الهند عن الرد رسمياً على وفاة معمر القذافي، فإن بيانا مشتركا صدر بعد وفاته من جانب وزير الشؤون الخارجية في الهند، سوماناهالي مالاياه كريشنا، ونظيره الفرنسي، ألان جوبيه، في نيودلهي، أعلن أن البلدين يؤيدان جهود المجلس الوطني الانتقالي الذي يمثل الشعب الليبي ككل، وإنشاء مؤسسات ديمقراطية في ليبيا الحرة، وتعزيز حقوق الإنسان، وإعادة بناء بلدهم بعد المعاناة التي تحملوها.[22]
- إيران قال وزير الخارجية علي أكبر صالحي هذا الوعد الإلهي ومصير جميع الديكتاتوريين والطغاة في التاريخ، وهنأ المسؤولين الليبيين والمجلس الوطني الانتقالي، وقال إن إيران مستعدة للمساعدة في بناء «ليبيا جديدة وديمقراطية».[23] على العكس من ذلك، أدان الرئيس محمود أحمدي نجاد وفاة معمر القذافي، وقال إن الأمة ستنتصر في كل مكان يجب أن تؤمن بالعدالة والحرية واحترام حقوق جميع الأمم، بل للناس الذين قتلوا أو أي شخص غير سعيد. وأتمنى للجميع العدالة واحترام حقوق دولهم. سأل أحمدي نجاد السؤال: لماذا قتل القذافي بدون محاكمة؟ إجابة على السؤال. وقال محمود أحمدي نجاد إن المحاكمة ستكون لتحديد من الذي أعطى المال للشعب الليبي. لم يكن من الواضح ما هي العقود التي تم إغلاقها، وقال أيضا إن الدول الغربية أيدت معمر القذافي عندما كانت مناسب لهم، لكنه قصف الزعيم الليبي عندما لم يعد يخدم غرضها من أجل «نهب» ثروة النفط من بلد شمال أفريقيا.[24][25]
- العراق أشاد رئيس الوزراء نوري المالكي بقتل القذافي قائلاً: «نهنئ إخواننا الليبيين والمجلس الانتقالي [الوطني] بمناسبة القضاء على الطاغية القذافي الذي قاد ليبيا لأربعة عقود مليئة بالظلم». وشبه المالكي موت القذافي بموت صدام حسين الذي شوهد في ظروف مشابهة خلال حرب العراق قبل ثماني سنوات. وقال المالكي «تشابه مصير الطغاة في العراق وليبيا وأماكن أخرى دليل على قدرة الشعب على هزيمة الديكتاتوريين مهما طال بقائهم في السلطة.»[26]
- إسرائيل وقال مسؤولون حكوميون كبار، لم يكشف عن هويتهم، إنه «لا يوجد سبب لإسرائيل لأن تأسف لفقدان القذافي»، معمر القذافي «دعم الإرهاب ودعا إلى الإرهاب ضد الإسرائيليين في جميع أنحاء العالم».[27]
- الكويت أعرب وزير الدولة لشؤون مجلس الوزراء، وزير الخارجية بالنيابة والمتحدث الرسمي باسم الحكومة، علي الراشد، في بيان، عن أمله في أن يشكل انتهاء نظام القذافي بداية فصل جديد في تاريخ الشعب الليبي لتحقيق تطلعاته إلى الأمن والاستقرار والازدهار. ودعا المتحدث باسم الحكومة الليبيين إلى التوحد ودعم المجلس الانتقالي في جهوده الرامية إلى إقامة نظام حكم جديد يقوم على العدل والمساواة واحترام الحقوق الشرعية للشعب. وأكد دعم الكويت للشعب الليبي.[28]
- لبنان لم يقدم رئيس البرلمان اللبناني نبيه بري أي بيان واضح، مشيرا ربما بشكل غير مباشر إلى القذافي عندما ذكر أن «عدالة الله ستأتي، عاجلا أم آجلا»، غير أن البيان لا يشير إلى ما إذا كان يتحدث عن القذافي. كما رحب رئيس الوزراء السابق سعد الحريري برحيل القذافي قائلا «إن نهاية معمر القذافي هو نهاية حتمية لجميع الطغاة الذين يواجهون إرادة شعبهم في الحرية والديمقراطية بالقتل والقمع والدماء».[29]
- عُمان في 27 أكتوبر، عرضت سلطنة عمان اللجوء إلى أسرة القذافي.[30]
- باكستان وصف السياسي عمران خان وفاة القذافي بأنه «ظلم» و«الكيل بمكيالين» من جانب الولايات المتحدة.[31]
- الفلبين هنأت وزارة العلاقات الخارجية الشعب الليبي على «انتصاره الأخير وتحرير ليبيا التام».[32]
- سريلانكا في بيان أدلى به وزير خارجية سري لانكا، دعا إلى التحقيق في حالة وفاة القذافي.[33]
- تركيا قال رئيس الوزراء رجب طيب أردوغان: «لقد أحزنني أن مصير القذافي كان كذلك».[34] وقال وزير الخارجية أحمد داوود أوغلو، «إن مصير القذافي ونظامه يشكل درسا مريرا ينبغي استعراضه بعناية فيما يتعلق بتحركات التغيير والتحول في المنطقة».
- اليمن أبلغ عبده الجنادي، نائب وزير الإعلام والمتحدث باسم الحكومة، وكالة شينهوا للأنباء يوم الجمعة بأن الحكومة اليمنية لا ينبغي أن تكون مشغولة بمقتل القذافي في وقت تحاول فيه انتشال البلد من الأزمة الراهنة.[35]

#### أوروبا
- ألبانيا وصف الرئيس بامير توبي ورئيس الوزراء سالي بيريشا مقتل القذافي بأنه حدث مفيد للشعب الليبي يعني نهاية النزاع في ذلك البلد، على الرغم من أنهم كانوا يفضلون إلقاء القبض عليه حيا ومحاكمته.[36][37]
- النمسا قال وزير الخارجية، مايكل شبيندلغر، إنه يشعر بالارتياح لأن إراقة الدماء ستنتهي الآن.[38]
- بيلاروس رداً على وفاة معمر القذافي، قال رئيس بيلاروسيا، ألكسندر لوكاشينكو: «العدوان قد ارتكب، وقيادة البلاد، ليس فقط معمر القذافي، قد قتلت. وكيف قتل؟ إذا أطلقوا النار عليه في معركة، إنه شيء واحد، لكنهم أذلوا وعذّبوه وأطلقوا عليه النار واغتصبوه عندما جرح، ولفوا رقبته وذراعيه، ثم عذبوه حتى الموت. إنه أسوأ من ما فعله النازيون». وأضاف أن «كل شيء سيكون أسوأ في ليبيا، لأنها تحتوي على رواسب هائلة من الموارد، وقد سارع الجميع للاستيلاء على هذه الثروات».[39]
- بلغاريا قال وزير الخارجية نيكولاي ملادينوف إن مقتل القذافي يمثل بداية حقبة جديدة في ليبيا مع مستقبلها في يد الشعب الليبي.[40]
- جمهورية التشيك قال رئيس الوزراء بيتر نيكاس إن «وفاة الزعيم الليبي السابق معمر القذافي، الذي طال أمده منذ زمن طويل، تثبت أن الجرائم التي يرتكبها الدكتاتوريون ضد أممهم لا تمر دون عقاب». كما أعربت وزارة الخارجية عن «أملها في أن ينتهي سفك الدماء في ليبيا أخيراً بعد موت معمر القذافي».[41]
- الدنمارك قال رئيس الوزراء هله تورنينغ-شميت إن ذلك يوم تاريخي في نضال الشعب الليبي من أجل الحرية والديمقراطية. وهي تفهم تماما سعادة الشعب الليبي، وتقول إن الدنمارك مستعدة لدعم الشعب الليبي.[42]
- فرنسا الرئيس نيكولا ساركوزي وصف مقتل القذافي بأنه معلم بارز في معركة الشعب الليبي «لتحرير نفسه من النظام الديكتاتوري والعنيف الذي فُرض عليهم منذ أكثر من 40 عاما».[43]
- ألمانيا قالت المستشارة أنغيلا ميركل إن هذا يوم هام لليبيا وأن بداية سلمية جديدة ممكنة.[38] «بذلك، تنتهي الحرب الدموية التي قادها القذافي ضد شعبه. ويجب أن تتخذ ليبيا الآن بسرعة خطوات حازمة نحو الديمقراطية وأن تجعل الإنجازات التي تحققت حتى الآن في الربيع العربي لا رجعة فيها».[44]
- الكرسي الرسولي وأصدر المكتب الصحفي للكرسي الرسولي بيانا زعم فيه أن مقتل القذافي «أغلق مرحلة طويلة ومأساوية من النضال الدموي للإطاحة بنظام قاس وقمعي». وتواصل إظهار «المعاناة الإنسانية الهائلة المصاحبة لتأكيد وانهيار كل نظام لا يقوم على احترام الشخص وكرامته، وإنما على التأكيد السائد للسلطة».[45]
- المجر قال وزير الخارجية يانوش مارتوني إن موت القذافي يعني نهاية عقود من الطغيان ويفتح صفحة جديدة في تاريخ ليبيا. وذكر أيضا أن هنغاريا مستعدة للقيام بدور رئيسي في الإسهام في إنشاء ليبيا ديمقراطية.[46]
- إيطاليا رد رئيس الوزراء سيلفيو بيرلوسكوني على التقارير الواردة عن وفاة القذافي بقوله "Sic transit gloria mundi" (هكذا يمرر مجد العالم) وأن «الحرب انتهت الآن».[47]
- مالطا رد رئيس الوزراء لورنس غونزي على تقارير وفاة القذافي قائلا: «إن وفاة القذافي تشكل بداية جديدة لليبيا»، وأن«مالطة ستساعد وفقا لقدراتنا».[48]
- هولندا قال رئيس الوزراء الهولندي مارك روته إن الشعب الليبي فتح خطرا كبيرا على نفسه من خلال التمرد على حكم القذافي. «كنا نفضل أن نرى أنه قد تمت دعوته للإجابة عن جرائمه في لاهاي، ولكن دعونا نأمل في أن يتم تقديم المطلوبين الآخرين أمام المحكمة الجنائية الدولية».[49]
- النرويج رد رئيس الوزراء ينس ستولتنبرغ على خبر وفاة القذافي، قائلاً «إنها نقطة تحول بالنسبة لليبيا» و«الأمر الآن يتعلق بصنع ليبيا ديمقراطية. على الرغم من أن وفاة القذافي ليست ضمانة لذلك، فإنها أساس جيد».[50]
- بولندا في إعلان، أعربت وزارة الخارجية البولندية عن أملها في أن يصل السلام والديمقراطية إلى ليبيا، و«إننا نأسف لأن الديكتاتور، للدفاع عن سلطته، أغرق البلد في حرب أهلية، لقي فيها عشرات الآلاف من الليبيين حتفهم».[51]
- روسيا حذر المبعوث الخاص ميخائيل مارغيلوف من إمكانية استمرار الحرب على الرغم من وفاة القذافي.[52] وقال وزير الخارجية سيرغي لافروف إن قتل القذافي قد انتهك اتفاقيات جنيف التي تحظر إعدام أسرى الحرب بإجراءات موجزة.[53] وقال رئيس الوزراء الروسي فلاديمير بوتين: «العالم كله رأته يقتل، مضرجا بالدماء. فهل هذه الديمقراطية؟ ومن يفعل ذلك؟ شنت الطائرات بلا طيار، بما فيها الطائرات الأمريكية، ضربة على موكبه. وعندئذ، كان الكوماندوز، الذين لم يكن من المفترض أن يكونوا هناك، قد أحضر ما يسمى بالمعارضة والمقاتلين. وقتلوه دون محاكمة»،[54] وقال إيغور بارينوف، نائب رئيس لجنة الدفاع في مجلس الدوما، إن أساليب التعامل مع القذافي ورد الفعل اللاحق للقادة الغربيين يذكرون بأحلك حالات العصور الوسطى أكثر من العمليات المعاصرة لتطوير الديمقراطية.[55]
- إسبانيا ناشدت ترينيداد خيمينيز وزيرة الخارجية المصالحة وعرضت مساعدة إسبانيا في عملية السلام المقبلة في ليبيا. ودعت أيضا المسؤولين عن الجرائم إلى الخضوع للمساءلة.[56]
- المملكة المتحدة قال رئيس الوزراء البريطاني ديفيد كاميرون "ينبغي أن نتذكر أيضا العدد الكبير من الليبيين الذين لقوا حتفهم على يد هذا الدكتاتور الوحشي ونظامه" وأن "الناس في ليبيا اليوم تتاح لهم فرصة أكبر، بعد هذه الأنباء، لبناء أنفسهم مستقبلا قويا وديمقراطيا". وأعرب وزير الخارجية وليام هيغ عن أسفه لأن القذافي قتل قبل أن يمكن تقديمه إلى المحاكمة.[57] وقال وزير الدفاع فيليب هاموند إن وفاة القذافي تركت سمعة المجلس الوطني الانتقالي "ملوثة بعض الشيء"، مضيفًا "من المؤكد أنها ليست الطريقة التي نؤدي بها الأشياء". كنا نود أن نرى القذافي يذهب إلى المحاكمة للرد على سوء تصرفه".[58]

#### أمريكا الشمالية
- كندا رحب رئيس الوزراء ستيفن هاربر بتطورات اليوم، قائلاً إن القذافي «لن يكون أبداً في وضع يسمح له بدعم الإرهاب أو السماح للآخرين بإطلاق النار على مواطنيه». وقال من ردهة مجلس العموم «الشعب الليبي يمكنه أخيرا أن يقلب الصفحة بعد 42 عاما من فصل القمع الرهيب، والآن يمكنهم البحث عن مستقبل أفضل».[59]
- كوستاريكا أعربت وزارة الخارجية عن «أملها في أن يؤدي وفاة الزعيم الليبي السابق، معمر القذافي، إلى التوفيق بين هذه الأمة الأفريقية».[60]
- كوبا في 23 أكتوبر، أدان فيدل كاسترو مقتل معمر القذافي و«دور الإبادة الجماعية» لمنظمة حلف شمال الأطلسي. وأضاف أن «جثة القذافي قد خُطفت وعرضت كجائزة حرب، وهو سلوك ينتهك المبادئ الأساسية للقواعد الإسلامية والمعتقدات الدينية الأخرى السائدة في العالم».[61]
- دومينيكا قال رئيس الوزراء روزفلت سكريت في 23 أكتوبر: «مثل أي مجتمع متحضر، لن نقبل أبداً الطريقة التي يُقتل بها شخص، لن نتسامح أبداً معه، بغض النظر عمن يكون الشخص، أو ما فعله الشخص، أو ما يُزعم أنه قام به. عمليات الإعدام خارج نطاق القضاء يجب ألا يتم دعمها أو تعزيزها من قبل أمة متحضرة».[62]
- غرينادا أشار رئيس الوزراء تيلمان توماس إلى وفاة القذافي بأنها «مؤسفة».[62]
- المكسيك قالت وزارة الخارجية في بيانها إنه «في ضوء الأحداث التي وقعت اليوم في ليبيا ووفاة العقيد معمر القذافي، تأمل المكسيك في استعادة السلام بسرعة في ذلك البلد، وأن تبدأ عملية مصالحة وطنية، وتهيئ الظروف لبناء حكومة شاملة».[63]
- نيكاراغوا أدان الرئيس دانييل أورتيغا وفاة معمر القذافي.[64] وشجب وزير الخارجية ميغيل ديسكوتو بروكمان القتل وانتقد الولايات المتحدة، قائلا «هذا كله جزء من نفس العدوان الإمبريالي الذي نراه ضد العراق وأفغانستان. إنه وقت حزين للغاية نعيش فيه».[65]
- بنما ذكرت وزارة خارجية بنما من خلال بيان أن موت معمر القذافي يفتح «حقبة جديدة من الكرامة والديمقراطية» في ليبيا، وأعربت عن أملها في أن ينشئ المجلس الوطني الانتقالي حكومة - «نتاج انتخابات حرة ونزيهة».[66]
- سانت لوسيا قال وزير الخارجية روفوس بوسكويه إن القذافي سنفتقده بسبب «استخدام أمواله للاستثمار في أفريقيا في تنمية العالم الأفريقي ومنطقة البحر الكاريبي».[62]
- الولايات المتحدة قدم الرئيس الأمريكي باراك أوباما مؤتمر صحفي يؤكد وفاة القذافي، معتبرا أن «ظل الطغيان على ليبيا قد تم رفعه»، لكنه أضاف أن «نحن لسنا تحت أي وهم، ليبيا لديها طريق طويل ومتعرج قدما نحو الديمقراطية».[67] وزيرة الخارجية هيلاري كلينتون، بعد أن علمت بالوفاة في البداية، ضحكت وأعلنت بفرح «لقد جئنا، ورأينا، أنه مات» أثناء ظهورها في مقابلة تلفزيونية،[68] قائلة في وقت لاحق إن حكومتها كانت تفضل محاكمة القذافي ودعت إلى إجراء تحقيق مشترك بين الأمم المتحدة وليبيا على الطريقة التي توفي بها في الحجز.[58]

#### أوقيانوسيا
- أستراليا قالت رئيسة الوزراء جوليا غيلارد إن سقوط سرت وموت القذافي كان بمثابة «يوم فرج في ليبيا حيث تقترب حرب التحرير الطويلة من نهايتها». وأعربت عن دعم أستراليا للمجلس الوطني الانتقالي في ليبيا في المرحلة الانتقالية. وقالت إنها مستعدة لمساعدة قادة ليبيا الجدد على العمل من أجل إحلال السلام والاستقرار في أعقاب وفاة الزعيم السابق. ودعا وزير الخارجية كيفين رود إلى أن تكرس هذه الأحداث نهاية للعنف في ليبيا.[69]

#### أمريكا الجنوبية
- البرازيل وقالت الرئيسة ديلما روسيف: «أعتقد أن ليبيا تمر بعملية تحول ديمقراطي ، لكن هذا لا يعني أننا يجب أن نحتفل بوفاة زعيم. وحقيقة أن ليبيا تمر بعملية ديمقراطية يجب ألا تكون» محل الاحتفاء«، بل أن تدعم وتشجع، وفي الواقع، ما نريده هو أن يكون لدى [جميع] البلدان القدرة، داخليا، على العيش في سلام وديمقراطية.»[70]
- تشيلي قال وزير الخارجية ألفريدو مورينو أن وفاة القذافي «يخلق فرصة للسلام» والتقدم في ليبيا. وأضاف: «لقد طلب أمر اعتقال، وكان من الأفضل لو كان أمام المحاكم، لكن هذه هي الأشياء التي تحدث عندما تكون هناك حرب».[71]
- كولومبيا وقال الرئيس خوان مانويل سانتوس في بيان من قصر نارينيو إنه «مع وفاة القذافي، نأمل أن تعود ليبيا إلى وضعها الطبيعي في أقرب وقت ممكن، وأن الديمقراطية والحرية ستنتصران في النهاية». كما وثق الوصي على أن «الليبيين مسؤولون عن مستقبلهم وأنهم مدركون لبلدهم ويمكنهم أن ينعموا بالسلام».[72]
- الإكوادور وصف الرئيس رافاييل كوريا وفاة القذافي بأنها «جريمة قتل» وقال إنه «أعدم». وطالب كوريا الأمم المتحدة بالتحقيق في وفاة القذافي وكذلك وفاة المعتصم القذافي ووفاة سيف العرب القذافي واثنين من أحفاد القذافي في طرابلس.[73]
- الأوروغواي قال الرئيس خوسيه موخيكا أن وفاة القذافي «يبدو أن الأمة ليس لديها الحق في تقرير المصير».[74]
- فنزويلا قال الرئيس هوغو تشافيز لوكالة فرانس برس: «سوف نتذكر القذافي طوال حياتنا كمقاتل عظيم، وثوري وشهيد. لقد اغتالوه. إنه اعتداء آخر».[75]

### المنظمات الحكومية الدولية

#### الجماعات الإقليمية
- الاتحاد الأفريقي قال مسؤولو الاتحاد الأفريقي إنها رفعت تعليق عضوية ليبيا وأنها ستسمح للمجلس الوطني الانتقالي بملء المقعد الليبي في الاتحاد.[44]
- الجامعة العربية قال نبيل العربي الأمين العام لجامعة الدول العربية إنه يأمل أن يؤدي وفاة القائد الليبي المخلوع معمر القذافي وجميع القادة العرب الآخرين إلى «طي صفحة الطغيان».[76]
- الجماعة الكاريبية قال رئيس الجماعة الكاريبية، دنزيل ل. دوغلاس، إن وفاة القذافي «تمثل نهاية فصل مؤلم ومضطرب لشعب ليبيا الذي عانى من صراع طال أمده في ذلك البلد خلال الأشهر الثمانية الماضية». ودعا المجلس الوطني الانتقالي، ومنظمة حلف شمال الأطلسي، ومجلس الأمن التابع للأمم المتحدة إلى الإشراف على إقامة سلام دائم وإقامة دولة مدنية ديمقراطية. وأعرب دوغلاس أيضا عن قلقه إزاء«التقارير التي تفيد بوقوع انتهاكات لحقوق الإنسان ضد أعضاء سابقين في الحكومة الليبية والأقليات، بمن فيهم المهاجرون من بلدان جنوب الصحراء الكبرى» بالنيابة عن الجماعة الكاريبية.[77]
- الاتحاد الأوروبي قال رئيس المجلس الأوروبي هيرمان فان رومبوي: "وفاة القذافي يمثل نهاية حقبة من الاستبداد". إن مقتل القذافي في غارة في سرت يعني أيضا نهاية القمع الذي عانى منه الشعب الليبي لفترة طويلة جداً".[44]

#### حلف شمال الأطلسي
أعلن رئيس منظمة حلف شمال الأطلسي، الأدميرال جيمس ج. ستافريديس، القائد الأعلى لقوات الحلفاء في أوروبا، أنه سيوصي بإنهاء الحملة الجوية للتحالف في ليبيا. وقال مسؤولون إن من المرجح أن يواصل الحلف دورياته الجوية فوق ليبيا لعدة أيام أخرى ثم يتم التخلص منها تدريجيا.
وقال الامين العام للناتو أندرس فوغ راسموسن في بيان أن «الناتو وشركائنا نجحوا في تنفيذ التكليف التاريخي للأمم المتحدة لحماية الشعب الليبي وسننهي مهمتنا بالتنسيق مع الامم المتحدة والمجلس الوطني الانتقالي. مع سقوط بني وليد وسرت، أصبحت تلك اللحظة أقرب بكثير». يجتمع مجلس شمال الأطلسي، وهو الهيئة الإدارية لحلف شمال الأطلسي، في 21 أكتوبر لإنهاء الحملة التي دامت سبعة أشهر رسمياً.
قرر وزراء دفاع الناتو، الذين اجتمعوا في بروكسل في بداية أكتوبر، عدم وقف العمليات الجوية. ومع ذلك، بعد وفاة القذافي واستيلاء المجلس الوطني الانتقالي على سرت، وهي المدينة الأخيرة تحت سيطرة القذافي، فمن المرجح أن تقوم منظمة حلف شمال الأطلسي رسميا بوقف الحملة. والآن من المتوقع أن ينهي التحالف العسكري الحكومي الدولي الحملة. على الرغم من أنه تم النظر فقط في إمكانية تعليق الضربات الجوية وبدء فترة رصد، فقد صرح أحد مسؤولي الناتو الذي تحدث إلى صحيفة لوس أنجلوس تايمز بشرط عدم الكشف عن هويته أن الشعور داخل حلف الناتو هو إنهاء الحملة في مجملها، بما في ذلك تطبيق منطقة حظر الطيران وحظر الأسلحة المفروض من قبل سفن البحرية.
وينظر إلى وفاة القذافي ونهاية الحملة على أنها «نصر واضح نادر» لحلف الناتو بعد عمليات طويلة في أفغانستان ودوريات لمكافحة القرصنة قبالة الصومال. ووفقًا لمايكل كلارك، مدير مركز الأبحاث المعهد الملكي للخدمات المتحدة ومقره لندن، «يمكن لحلف شمال الأطلسي أن يقول بشكل لا لبس فيه إنه كان نجاحًا عسكريًا وسياسيًا. وهذا هو السبب في أن اليوم يوم جيد للناتو، ولم يكن للناتو العديد من الأيام الطيبة في السنوات القليلة الماضية».
أعلنت منظمة حلف شمال الأطلسي أن مهمتها ستنتهي في 31 أكتوبر 2011.

#### الأمم المتحدة
قال الأمين العام للأمم المتحدة بان كي مون: «هذا اليوم يمثل انتقالاً تاريخياً لليبيا، وفي الأيام القادمة سنشهد مشاهد الاحتفال والحداد لأولئك الذين فقدوا الكثير. لقد حان الوقت ليجتمع جميع الليبيين معا. لا يمكن للليبيين إلا أن يحققوا الوعد بمستقبل الوحدة الوطنية والمصالحة. يجب على المقاتلين من جميع الأطراف أن يلقوا السلاح في سلام. هذا هو الوقت المناسب لتضميد الجراح وإعادة البناء، ولسخاء الروح، وليس للانتقام».
وقال روبرت كولفيل، المتحدث باسم المفوض السامي لحقوق الإنسان في الأمم المتحدة، في بيان: «كما تعلمون، هناك على الأقل مقطعي فيديو للهاتف المحمول، أحدهما يظهر على قيد الحياة والآخر الذي يظهره ميتا. وهذه الفيديوهات، إذا أخذت مجتمعة، تبعث على القلق الشديد. ونعتقد أن إجراء تحقيق ضروري وأنه من الضروري الحصول على مزيد من التفاصيل لتحديد ما إذا كان قد قُتل في القتال أو بعد القبض عليه». دعا كريستوف هينز ، المقرر الخاص للأمم المتحدة المعني بحالات الإعدام خارج القضاء أو بإجراءات موجزة أو الإعدام التعسفي، إلى إجراء تحقيق دولي في مقتل القذافي، قائلاً إن مقتله ربما كان جريمة حرب.

### المنظمات غير الحكومية
- العفو الدولية دعا فريق حقوق الإنسان الذي يوجد مقره في لندن على الفور إلى «إجراء تحقيق كامل ومستقل ونزيه» في وفاة القذافي، وقال إنه ينبغي معاملة سائر أعضاء النظام السابق ومقاتليه «بطريقة إنسانية».[85]
- هيومن رايتس ووتش استعرض الفريق المواد الوثائقية لاحتجاز القذافي وجثته وخلص إلى أنه «ربما يكون قد أُعدم بعد احتجازه». طلبت المنظمة إجراء تحقيق، حيث قالت سارة ليا ويتسن: «من المهم معرفة كيف ماتوا».[58]

## التشعبات الإقليمية
بعد ذلك مباشرة، كان يعتقد أن اغتيال القذافي كان له تداعيات مهمة في شمال أفريقيا والشرق الأوسط، كجزء هام من «الربيع العربي». وتكهن خبراء بأن الوفاة ستكثف الاحتجاجات في سوريا واليمن، وقالت السلطات الفرنسية إنها «تراقب الوضع في الجزائر».